# Eduard Ludwig (Architekt)

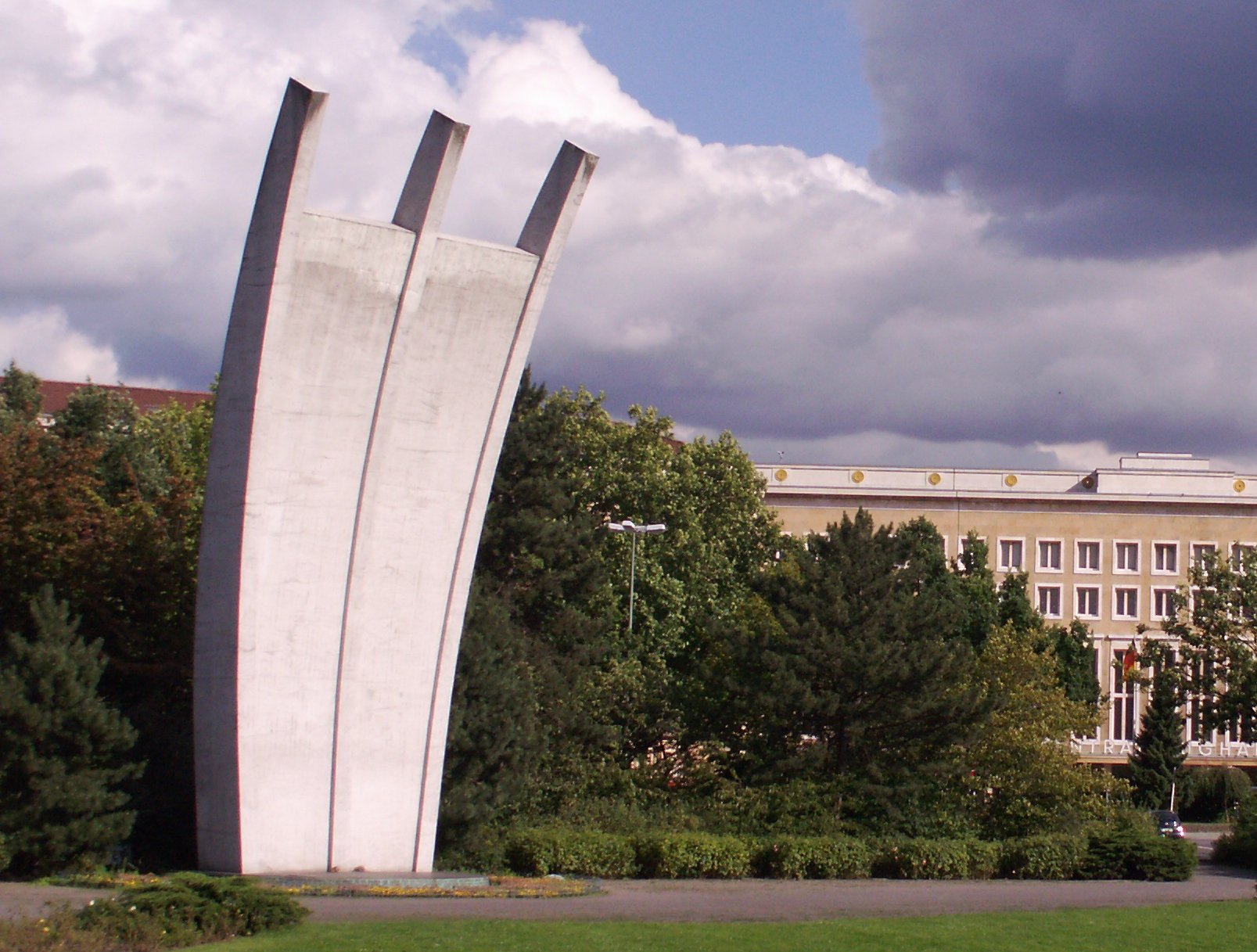
Luftbrückendenkmal vor dem Flughafen Berlin-Tempelhof

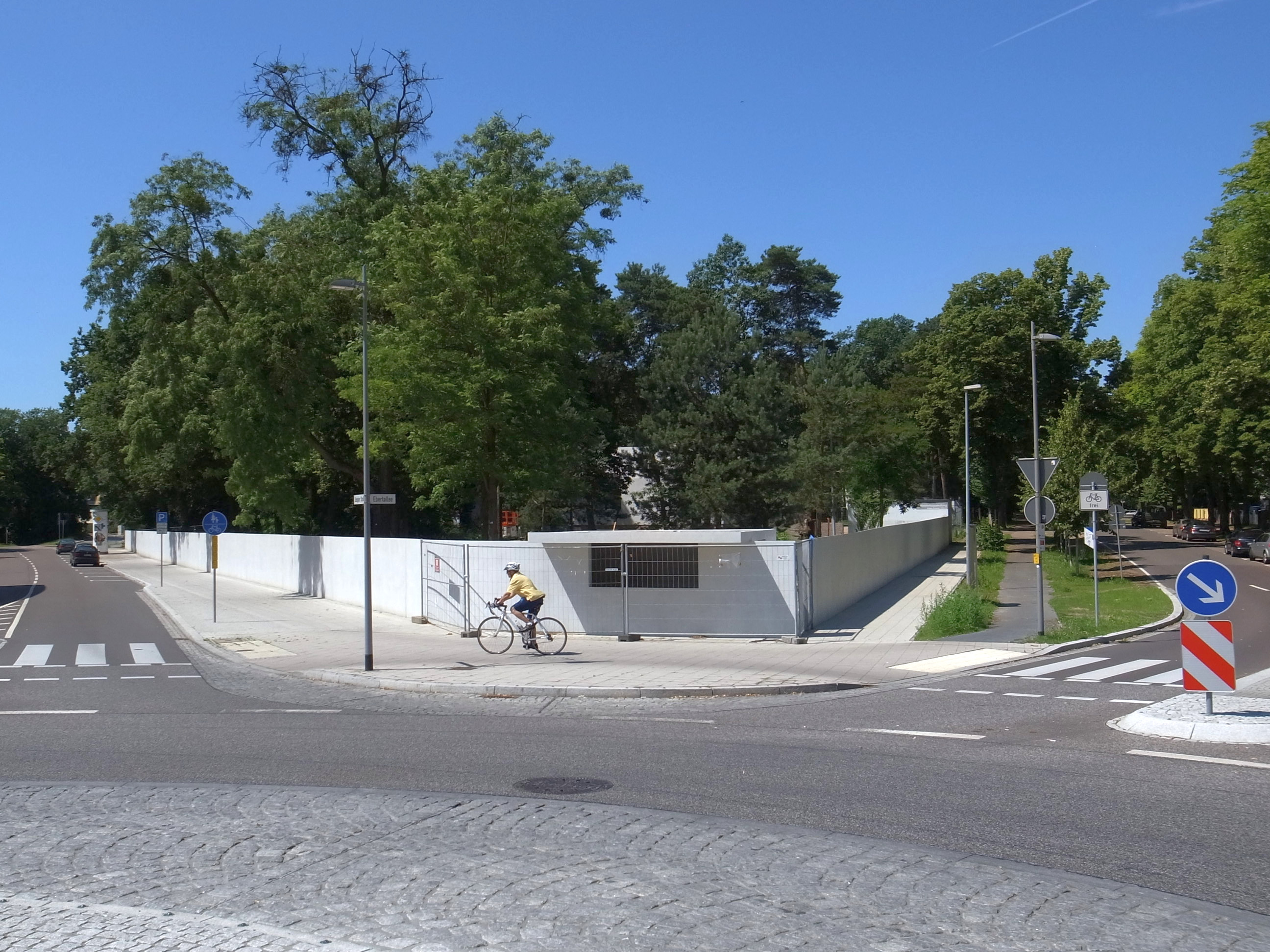
Rekonstruierte Trinkhalle in Dessau

Eduard Ludwig (* 24. November 1906 in Mühlhausen/Thüringen; † 28. Dezember 1960 in Berlin) war ein deutscher Architekt, nach dessen Plänen die Luftbrückendenkmale in Berlin, Frankfurt am Main und Celle erbaut wurden.

## Leben
Eduard Ludwig wurde 1906 als Sohn eines Tischlermeisters im thüringischen Mühlhausen geboren und erlernte traditionsgemäß in der väterlichen Werkstatt das Tischlerhandwerk. Nach der Lehre in Mühlhausen besuchte er die Kunstgewerbefachschule in Blankenburg (Harz) und ab 1926 die Akademie für Kunstgewerbe Dresden. Zum Wintersemester 1928/1929 schrieb er sich am Bauhaus in Dessau ein und wurde unter Ludwig Mies van der Rohe zu einem der bevorzugten Schüler. Er war von 1928 bis 1932 Student und legte bei Mies van der Rohe sein Diplom ab. Bis 1937 setzte er seine Arbeit als Architekt für seinen ehemaligen Lehrer in Berlin fort. Belegt ist seine Anstellung bei der Deutschen Reichspost bis 1938, doch während des Kriegs war er nach eigener Aussage „selbständig im Bauwesen beschäftigt“ – laut Personalakte der Hochschule der Künste beim „Baubataillon“ in Crossen an der Oder bis 1942 und beim „Bauverwaltungsrat im Wehrkreiskommando III“ in Berlin bis Kriegsende. Ab 1947 betrieb er neben seiner Professur für Architektur an der Hochschule für Bildende Künste in Berlin bis zu seinem plötzlichen Unfalltod im Jahr 1960 ein eigenes Architekturbüro.
Zu seinen Arbeiten gehören Entwürfe für Klapp- und Steckmöbel, Schränke sowie eine Sitzbank für die Dessauer Kreissparkasse. Erhalten sind außerdem Zeichnungen zum geplanten Kaufhaus Borchert in Dessau und zur sogenannten Trinkhalle aus dem Jahr 1932, die die Meisterhaussiedlung nach Osten hin abschloss. Beide Projekte gehören zu den bedeutendsten Arbeiten, die Ludwig während seiner Bauhauszeit unter Einfluss von Mies van der Rohe erstellte. Für das Kaufhaus Borchert fertigte Ludwig den Entwurf an, für die Trinkhalle zum Verkauf von Obst- und Gemüsesäften die Ausführungszeichnung. Es ist der einzige Bau Mies van der Rohes, der für die Stadt Dessau verwirklicht wurde. Um 1970 wurde die Trinkhalle abgerissen.
Geradezu ein Urahn der Info-Box war der Berlin-Pavillon, den er 1953 für die Verkehrsausstellung in München entwarf. Die flache Kiste aus Eternitplatten stand auf Stelzen, ein Sprossenfenster öffnete sich zum Park, wo der Bau unter hohen Bäumen zu schweben schien.
Aber seine Leidenschaft waren Wohnhäuser im Bungalow-Stil, der Anstoß dafür kam wiederum von Mies van der Rohe und dessen Barcelona-Pavillon. Ludwig gehörte zum Kreis der Architekten der Interbau von 1957, und im Berliner Hansaviertel steht heute noch seine Gruppe von fünf Atrium-Häusern (Händelallee 26–34). In einen der Bungalows zog er sogar selbst ein. Ein Musterhaus dieser Gattung steuerte er ein Jahr später für die Brüsseler Weltausstellung bei. Der letzte von Ludwig errichtete Bau ist das Haus Schmitt von Winterfeld in Berlin-Westend. Das zweigeschossige Einfamilienwohnhaus mit Einliegerwohnung ist seit 2003  Baudenkmal.
Herausragend ist die Umsetzung seines Planes zum Bau eines Luftbrückendenkmals zur Erinnerung an die Berliner Luftbrücke. Ursprünglich als Einzelstück in Leichtmetallkonstruktion geplant, entstanden 1985 und 1988 in Frankfurt am Main und Celle Nachbildungen des Berliner Originals, das durch die von der Baubehörde vorgeschriebene Ausführung in Stahlbeton manches von der beabsichtigten Leichtigkeit einbüßte. Beim Richtfest im Juli 1951 vor dem Flughafen Tempelhof hatte Eduard Ludwig noch eine Rede gehalten, aber die Einladung zur Eröffnungsfeier, für die er auch die Bestuhlung plante, nennt ihn schon nicht mehr. Es war ein Unfall auf der AVUS in Berlin, der 1960 für den 54-jährigen Architekten den Weg zu breiter Anerkennung beendete. „Symbolhaft für den jäh gebremsten Aufstieg, raste er in einem Sportwagen in den Tod.“ In Ludwigs persönlichem Umkreis kursierten Andeutungen, der Unfall auf der AVUS könnte nicht allein durch eine Unachtsamkeit verursacht sein. Fünfzig Jahre nach seinem Tod erinnert nur sein Wirken an ihn, eine namentliche Ehrung am Luftbrückendenkmal gibt es bis heute nicht.

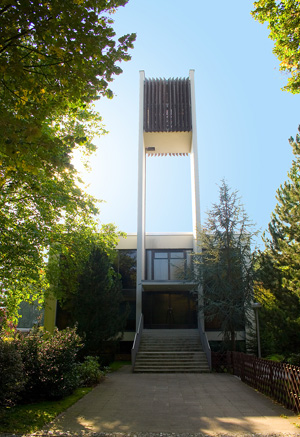
Martinus-Kirche erbaut nach Ludwigs Entwurf, bis 1967 Kirche Tegel-Süd

Die nach Eduard Ludwigs Entwurf von Karl Otto 1963 fertiggestellte evangelische Martinus-Kirche in Berlin-Tegel (seit 1967 so benannt) ist ein quaderförmiger Stahlbetonskelettbau, dessen Gemeinderäume unter dem Kirchsaal liegen. Die zartgliedrige Freitreppe wird von zwei hochragenden Betonscheiben flankiert, die das Glockengehäuse tragen.